# Portugal en el Festival de la Canción de Eurovisión 2018
Portugal participó en el LXIII Festival de la Canción de Eurovisión, celebrado en Lisboa, Portugal del 8 al 12 de mayo del 2018. La RTP, radiodifusora encargada de la participación lusa dentro del festival, se encargó de organizar el festival tras su primera victoria en el concurso, con Salvador Sobral y la canción "Amar pelos dois". El tradicional Festival da Canção fue la final nacional del país. Tras la realización de dos semifinales y una final, en la que concursaron 26 canciones compuestas por 26 compositores invitados por la RTP, fue elegido el tema "O jardim", interpretado por Cláudia Pascoal y compuesto por Isaura, quien la acompañó como corista tanto en la final nacional como en el Festival de Eurovisión. La artista obtuvo 22 puntos, al ser la favorita del público y segunda para el jurado profesional.
El festival se organizó en el Altice Arena de la capital Lisboa, con el Portugal clasificado directamente en la final en calidad de anfitrión. Finalmente, Portugal se situaría en la 26.ª y última posición con 39 puntos, tras obtener 21 puntos del jurado profesional y 18 del televoto. Esta significaría la cuarta ocasión en que el país luso finaliza en el último lugar del concurso en la historia.

## Historia de Portugal en el Festival
Portugal debutó en el Festival de 1964, participando desde entonces en 49 ocasiones. Desde su debut, Portugal es uno de los países con los peores resultados dentro del concurso, siendo hasta 2017, el país con la mayor cantidad de años de participación sin ganar el concurso. Desde la introducción de las semifinales en 2004, Portugal solo ha avanzado en 4 ocasiones a la final.
Sin embargo, en la edición de 2017, Portugal logró su mejor resultado histórico con la canción de influencia jazz "Amar pelos dois" interpretada por Salvador Sobral y compuesta por su hermana Luísa Sobral. Además, el tema obtuvo 758 puntos, la puntuación más grande de la historia, rompiendo el récord anterior de Ucrania en 2016.

## Representante para Eurovisión

### Festival da Canção 2018
El Festival da Canção de 2018, fue la 52° edición del prestigioso festival portugués. Portugal confirmó su participación en el Festival de Eurovisión 2018 inmediatamente después de su victoria en Kiev, al aceptar ser el anfitrión de la siguiente edición del concurso. La competencia tuvo lugar durante 3 fines de semana, iniciando con las dos semifinales el 18 y 25 de febrero de 2018, con la participación de 26 intérpretes.
La final del festival, tuvo lugar el 4 de marzo. Participaron los 14 clasificados de las semifinales siendo sometidos a votación, compuesta por la votación de 7 jurados provenientes de las 7 regiones del país (50%) y la votación del público (50%). Tras la votación, las cantantes Cláudia Pascoal y Catarina Miranda empataron con 22 puntos en el primer puesto; con lo cual se aplicó la regla de desempate, la cual estipula que el participante con la mayor cantidad de votos del público es declarado ganador. De esta forma, Cláudia Pascoal se convirtió en la 52° representante de Portugal en Eurovisión con la canción intimista «O jardim», compuesta por Isaura, quien participó como su corista durante su presentación.
| N.º | Artista          | Canción                              | Jurado | Televoto | Lugar | Puntos |
| --- | ---------------- | ------------------------------------ | ------ | -------- | ----- | ------ |
| 1   | Rui David        | «Sem medo»                           | 4      | 4        | 5     | 8      |
| 2   | Susana Travassos | «A mensageira»                       | 4      | 0        | 10    | 4      |
| 3   | Peter Serrado    | «Sunset»                             | 0      | 3        | 11    | 3      |
| 4   | Joana Espadinha  | «Zero a zero»                        | 5      | 0        | 9     | 5      |
| 5   | Lili             | «O vôo das cegonhas»                 | 1      | 5        | 8     | 6      |
| 6   | Catarina Miranda | «Para sorrir eu não preciso de nada» | 12     | 10       | 2     | 22     |
| 7   | Joana Barra Vaz  | «Anda estragar-me os planos»         | 7      | 0        | 7     | 7      |
| 8   | David Pessoa     | «Amor veloz»                         | 0      | 0        | 14    | 0      |
| 9   | Minnie & Rhayra  | «Patati patata»                      | 0      | 2        | 13    | 2      |
| 10  | Janeiro          | «(sem título)»                       | 6      | 6        | 4     | 12     |
| 11  | Maria Inês Paris | «Bandeira azul»                      | 2      | 1        | 12    | 3      |
| 12  | Anabela          | «Para te dar abrigo»                 | 0      | 7        | 6     | 7      |
| 13  | Cláudia Pascoal  | «O jardim»                           | 10     | 12       | 1     | 22     |
| 14  | Peu Madureira    | «Só por ela»                         | 8      | 8        | 3     | 16     |

## En Eurovisión
Portugal al ser el anfitrión del concurso, se clasificó automáticamente a la final del 18 de mayo junto al Big Five: Alemania, España, Francia, Italia y el Reino Unido. El sorteo realizado el 29 de enero de 2018, determinó que el país, tendría que transmitir y votar en la primera semifinal.
Los comentarios para Portugal corrieron por parte de Nuno Galopim y Hélder Reis. El portavoz de la votación del jurado profesional portugués fue Pedro Fernandes.

### Final
Portugal tomó parte de los primeros ensayos los días 13 y 15 de mayo, así como de los ensayos generales con vestuario de la primera semifinal los días 7 y 8 de mayo y de la final los días 11 y 12 de mayo. El ensayo general de la tarde del 11 fue tomado en cuenta por los jurados profesionales para emitir sus votos, que representan el 50% de los puntos. Por ser el país organizador de la edición, Portugal fue el único país que sorteó su posición de presentación en la final. El sorteo definió que Portugal actuara en la posición 8. Una vez conocidos todos los finalistas, los productores del show decidieron el orden de actuación del resto de los finalistas, actuando el país por delante de Noruega y por detrás del Reino Unido. La actuación de Portugal se mantuvo fiel a la presentación en el Festival da Canção, con Cláudia Pascoal al centro del escenario interpretando el tema acompañada solamente de la compositora Isaura, sentada a un lado de ella con su corista. El escenario mantuvo una atmósfera intimista con un escenario sombrío con un juego de luces sencillo en tonos aguamarina.
Durante la votación, Portugal se colocó en 25° lugar con 21 puntos en la votación del jurado. Posteriormente se reveló que el público le otorgó 18 puntos provenientes de Suiza y Francia, ubicándolo también en 25° lugar, con lo cual su sumatoria final fue de 39 puntos, posicionándose en 26° lugar. Esta se convirtió en la cuarta ocasión que Portugal finalizaba en último lugar del concurso. Además, por tercera ocasión en los últimos cuatro años, el país anfitrión finalizaba dentro de los últimos 5 lugares del concurso, siendo la tercera vez en la historia del festival que el país anfitrión finalizaba en último lugar.

### Votación

#### Votación otorgada a Portugal

##### Final
| Jurado    | Jurado    | Jurado            | Jurado         | Jurado    |
| 12 puntos | 10 puntos | 8 puntos          | 7 puntos       | 6 puntos  |
| --------- | --------- | ----------------- | -------------- | --------- |
|           |           |                   | - Lituania     | - Irlanda |
| 5 puntos  | 4 puntos  | 3 puntos          | 2 puntos       | 1 punto   |
|           |           | - Estonia - Suiza | - Países Bajos |           |
| Televoto  |           |                   |                |           |
| 12 puntos | 10 puntos | 8 puntos          | 7 puntos       | 6 puntos  |
|           | - Suiza   | - Francia         |                |           |
| 5 puntos  | 4 puntos  | 3 puntos          | 2 puntos       | 1 punto   |
|           |           |                   |                |           |

#### Votación dada por Portugal
| Puntos    | Jurado          | Televoto        |
| --------- | --------------- | --------------- |
| 12 puntos | Lituania        | Estonia         |
| 10 puntos | Bélgica         | Chipre          |
| 8 puntos  | Estonia         | Irlanda         |
| 7 puntos  | Bulgaria        | Azerbaiyán      |
| 6 puntos  | Austria         | Lituania        |
| 5 puntos  | Albania         | Austria         |
| 4 puntos  | Armenia         | Finlandia       |
| 3 puntos  | República Checa | Suiza           |
| 2 puntos  | Israel          | Israel          |
| 1 punto   | Croacia         | República Checa |

| Puntos    | Jurado    | Televoto  |
| --------- | --------- | --------- |
| 12 puntos | Estonia   | España    |
| 10 puntos | Albania   | Italia    |
| 8 puntos  | Austria   | Alemania  |
| 7 puntos  | Bulgaria  | Estonia   |
| 6 puntos  | Lituania  | Moldavia  |
| 5 puntos  | Francia   | Chipre    |
| 4 puntos  | Italia    | Ucrania   |
| 3 puntos  | Eslovenia | Irlanda   |
| 2 puntos  | España    | Dinamarca |
| 1 punto   | Israel    | Israel    |

##### Desglose
El jurado portugués fue conformado por:
- Armando Teixeira – presidente del jurado – compositor, cantante y productor
- Daniela Rute Rodrigues (Daniela Onis) – compositora y cantante
- Anabela Braz Pires (Anabela) – actriz y cantante, representó a Portugal en 1993.
- Luis Manuel Oliveira Nunes (Benjamim) – compositor y productor
- Pedro Lopes Madureira Silva Miguel (Peu Madureira) – cantante

| Semifinal 2 | Semifinal 2     | Semifinal 2 | Semifinal 2 | Semifinal 2 | Semifinal 2 | Semifinal 2  | Semifinal 2 | Semifinal 2 | Semifinal 2 | Semifinal 2 |
| N.º         | País            | Jurado      | Jurado      | Jurado      | Jurado      | Jurado       | Jurado      | Jurado      | Televoto    | Televoto    |
| N.º         | País            | A. Teixeira | D. Onis     | Anabela     | Benjamim    | P. Madureira | Ranking     | Puntos      | Ranking     | Puntos      |
| ----------- | --------------- | ----------- | ----------- | ----------- | ----------- | ------------ | ----------- | ----------- | ----------- | ----------- |
| 01          | Azerbaiyán      | 18          | 13          | 19          | 19          | 18           | 19          |             | 4           | 7           |
| 02          | Islandia        | 19          | 19          | 14          | 13          | 14           | 16          |             | 16          |             |
| 03          | Albania         | 9           | 5           | 3           | 9           | 4            | 6           | 5           | 15          |             |
| 04          | Bélgica         | 2           | 1           | 5           | 3           | 2            | 2           | 10          | 12          |             |
| 05          | República Checa | 8           | 8           | 7           | 7           | 7            | 8           | 3           | 10          | 1           |
| 06          | Lituania        | 6           | 2           | 1           | 1           | 1            | 1           | 12          | 5           | 6           |
| 07          | Israel          | 7           | 9           | 8           | 6           | 10           | 9           | 2           | 9           | 2           |
| 08          | Bielorrusia     | 14          | 18          | 15          | 15          | 13           | 14          |             | 13          |             |
| 09          | Estonia         | 1           | 3           | 4           | 2           | 3            | 3           | 8           | 1           | 12          |
| 10          | Bulgaria        | 3           | 7           | 2           | 5           | 5            | 4           | 7           | 14          |             |
| 11          | Macedonia (ARY) | 17          | 16          | 16          | 17          | 16           | 17          |             | 19          |             |
| 12          | Croacia         | 13          | 12          | 13          | 8           | 9            | 10          | 1           | 18          |             |
| 13          | Austria         | 5           | 6           | 6           | 4           | 6            | 5           | 6           | 6           | 5           |
| 14          | Grecia          | 11          | 10          | 11          | 14          | 11           | 11          |             | 11          |             |
| 15          | Finlandia       | 16          | 14          | 18          | 18          | 19           | 18          |             | 7           | 4           |
| 16          | Armenia         | 4           | 4           | 9           | 11          | 8            | 7           | 4           | 17          |             |
| 17          | Suiza           | 15          | 11          | 10          | 12          | 12           | 12          |             | 8           | 3           |
| 18          | Irlanda         | 10          | 17          | 12          | 10          | 15           | 13          |             | 3           | 8           |
| 19          | Chipre          | 12          | 15          | 17          | 16          | 17           | 15          |             | 2           | 10          |

| Final | Final           | Final                      | Final                      | Final                      | Final                      | Final                      | Final                      | Final                      | Final                      | Final                      |
| N.º   | País            | Jurado                     | Jurado                     | Jurado                     | Jurado                     | Jurado                     | Jurado                     | Jurado                     | Televoto                   | Televoto                   |
| N.º   | País            | A. Teixeira                | D. Onis                    | Anabela                    | Benjamim                   | P. Madureira               | Ranking                    | Puntos                     | Ranking                    | Puntos                     |
| ----- | --------------- | -------------------------- | -------------------------- | -------------------------- | -------------------------- | -------------------------- | -------------------------- | -------------------------- | -------------------------- | -------------------------- |
| 01    | Ucrania         | 14                         | 13                         | 15                         | 20                         | 18                         | 16                         |                            | 7                          | 4                          |
| 02    | España          | 13                         | 9                          | 7                          | 11                         | 10                         | 9                          | 2                          | 1                          | 12                         |
| 03    | Eslovenia       | 4                          | 3                          | 16                         | 6                          | 11                         | 8                          | 3                          | 24                         |                            |
| 04    | Lituania        | 6                          | 6                          | 4                          | 2                          | 3                          | 5                          | 6                          | 13                         |                            |
| 05    | Austria         | 3                          | 7                          | 2                          | 4                          | 5                          | 3                          | 8                          | 11                         |                            |
| 06    | Estonia         | 1                          | 2                          | 5                          | 1                          | 4                          | 1                          | 12                         | 4                          | 7                          |
| 07    | Noruega         | 24                         | 24                         | 17                         | 24                         | 24                         | 23                         |                            | 17                         |                            |
| 08    | Portugal        | -------------------------- | -------------------------- | -------------------------- | -------------------------- | -------------------------- | -------------------------- | -------------------------- | -------------------------- | -------------------------- |
| 09    | Reino Unido     | 20                         | 20                         | 19                         | 21                         | 14                         | 20                         |                            | 16                         |                            |
| 10    | Serbia          | 15                         | 23                         | 21                         | 22                         | 20                         | 21                         |                            | 25                         |                            |
| 11    | Alemania        | 16                         | 12                         | 18                         | 16                         | 8                          | 14                         |                            | 3                          | 8                          |
| 12    | Albania         | 7                          | 1                          | 1                          | 10                         | 6                          | 2                          | 10                         | 23                         |                            |
| 13    | Francia         | 5                          | 5                          | 6                          | 8                          | 1                          | 6                          | 5                          | 12                         |                            |
| 14    | República Checa | 19                         | 16                         | 11                         | 12                         | 9                          | 13                         |                            | 15                         |                            |
| 15    | Dinamarca       | 22                         | 22                         | 23                         | 23                         | 23                         | 24                         |                            | 9                          | 2                          |
| 16    | Australia       | 12                         | 14                         | 9                          | 15                         | 13                         | 12                         |                            | 14                         |                            |
| 17    | Finlandia       | 18                         | 18                         | 20                         | 18                         | 15                         | 18                         |                            | 22                         |                            |
| 18    | Bulgaria        | 2                          | 4                          | 3                          | 5                          | 7                          | 4                          | 7                          | 21                         |                            |
| 19    | Moldavia        | 25                         | 25                         | 25                         | 25                         | 25                         | 25                         |                            | 5                          | 6                          |
| 20    | Suecia          | 23                         | 21                         | 22                         | 19                         | 19                         | 22                         |                            | 19                         |                            |
| 21    | Hungría         | 17                         | 19                         | 24                         | 14                         | 22                         | 19                         |                            | 18                         |                            |
| 22    | Israel          | 9                          | 10                         | 13                         | 7                          | 16                         | 10                         | 1                          | 10                         | 1                          |
| 23    | Países Bajos    | 21                         | 17                         | 14                         | 13                         | 21                         | 17                         |                            | 20                         |                            |
| 24    | Irlanda         | 10                         | 11                         | 12                         | 9                          | 12                         | 11                         |                            | 8                          | 3                          |
| 25    | Chipre          | 11                         | 15                         | 10                         | 17                         | 17                         | 15                         |                            | 6                          | 5                          |
| 26    | Italia          | 8                          | 8                          | 8                          | 3                          | 2                          | 7                          | 4                          | 2                          | 10                         |